# Квазисинонимы
Ква́зисино́нимы (мнимые синонимы, частичные синонимы) — это слова, близкие по значению, но не взаимозаменяемые во всех контекстах (в отличие от синонимов, которые должны быть взаимозаменяемы в любом контексте ).
Различают следующие типы квазисинонимов:
1. Термины с частично совпадающими значениями, например: тропа — путь, здание — дом, талант — гениальность;
2. Значение и область применения одного слова включает в себя таковые другого, например: металл — железо;
3. Бывают ситуации, когда слова с противоположным значением используются одинаково (как количественные характеристики одного явления), например: твёрдость — мягкость, прозрачность — затемнённость.